# 605년

## 연호
- 수(隋) 대업(大業) 원년
- 신라(新羅) 건복(建福) 22년

## 기년
- 수(隋) 양제(煬帝) 원년
- 신라(新羅) 진평왕(眞平王) 27년
- 고구려(高句麗) 영양왕(嬰陽王) 16년
- 백제(百濟) 무왕(武王) 6년

## 탄생
- 백제(百濟)의 문신(文臣) 성충(成忠)